# Christine Böhm

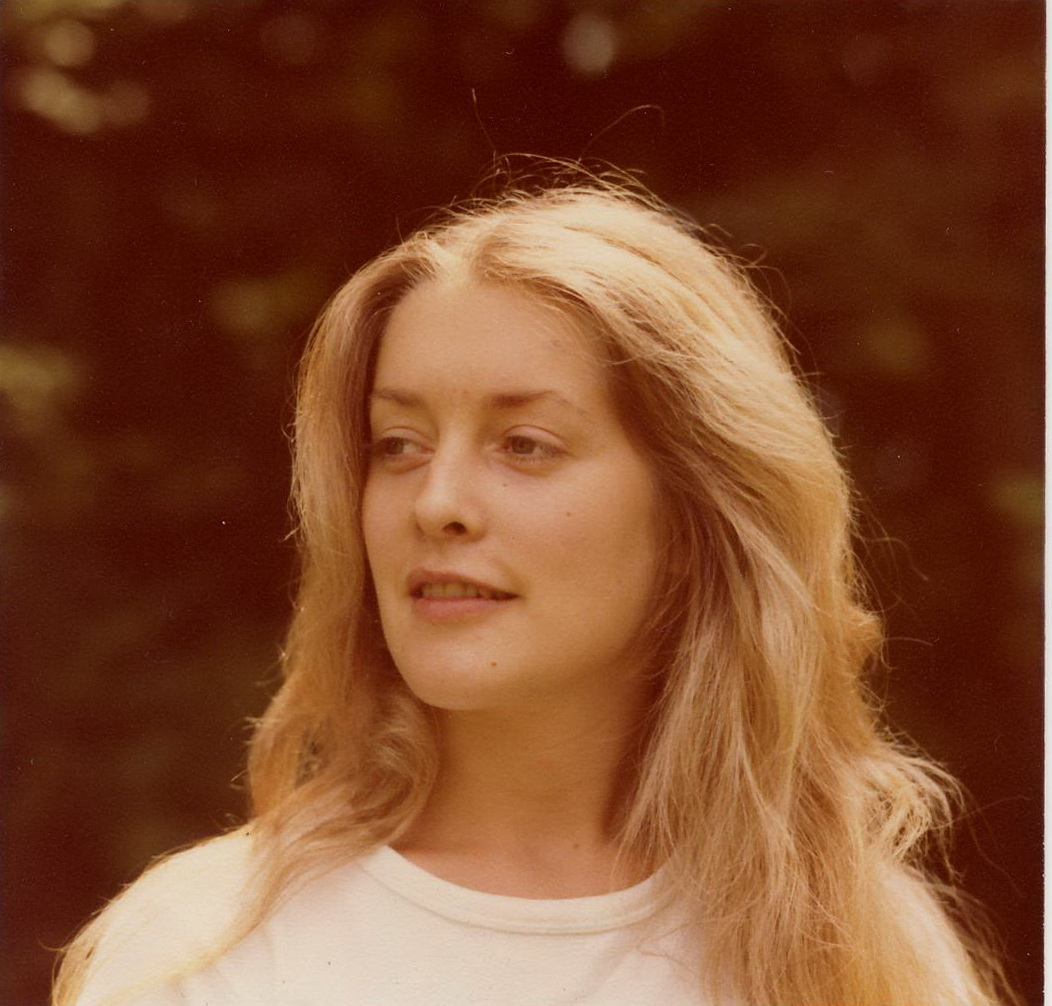
Christine Böhm

Christine Böhm anhörenⓘ(* 19. Februar 1954 in Wien; † 5. August 1979 im Valle Maggia im Tessin) war eine österreichische Schauspielerin.

## Leben
Christine Böhm studierte von 1970 bis 1972 Schauspiel am Max Reinhardt Seminar in Wien. Ihr Vater war der berühmte österreichische Schauspieler und Kabarettist Maxi Böhm. Von 1971 an war sie am Theater in der Josefstadt engagiert und wirkte in diversen Filmen mit. Christine Böhm verunglückte 1979 tödlich bei einem Wanderunfall am Lago Maggiore.

## Theater
Engagement im Theater in der Josefstadt:
- 1971/72 Don Juan kommt aus dem Krieg (erste Tochter), Ödön von Horváth, Regie: Georg Lhotsky, Kleines Theater im Konzerthaus und Israel-Tournee

- 1972/73 Wecken Sie Madame nicht auf (erstes Mädchen), Jean Anouilh, Regie: Michael Kehlmann
- 1972/73 Der Kirschgarten (Anja), Anton Tschechow, Regie: Boleslaw Barlog
- 1972/73 Die beiden Nachtwandler oder Das Notwendige und das Überflüssige (Babette), Johann Nestroy, Regie: Leopold Lindtberg
- 1972/73 Das Kamel geht durch das Nadelöhr (Susi), František Langer, Regie: Peter Loos
- 1973/74 König Lear (Cordelia), William Shakespeare

- 1974/75 Der Tag, an dem der Papst gekidnappt wurde (Miriam), João Bethencourt, Regie: Werner Kraut
- 1974/75 Der Fremde (Rose), Robin Maugham, Regie: Herbert Kreppel
- 1974/75 Der Operndirektor (Pomati), Jean Anouilh, Regie: Michael Kehlmann
- 1974/75 Zu ebener Erde und erster Stock (Emilie), Johann Nestroy, Regie: Leopold Lindtberg

- 1975/76 Das Vermächtnis (Franziska), Arthur Schnitzler, Regie: Peter Vogel
- 1975/76 Der gute Doktor (Tscherdjakows Frau), Neil Simon, Regie: Dietrich Haugk
- 1975/76 Der alte Mann mit der jungen Frau (Regine), Johann Nestroy, Regie: Hermann Kutscher

- 1976/77 Schichtwechsel (Sophie), Franz Nabel, Regie: Ernst Haeusserman
- 1976/77 Urfaust (Gretgen), Johann Wolfgang von Goethe, Regie: Gottfried Reinhardt

- 1978/79 Hurra – ein Junge (Doris), Ernst Bach, Franz Arnold, Regie: Peter Loos

## Filme
- 1970: Der eingebildete Doktor (ORF TV-Theater), Farce von Hans Weigl, Regie: Hermann Lanske
- 1971: Liliom (TV), Regie: Otto Schenk
- 1971: Die Abreise (TV), Regie: Rüdiger Renn
- 1971: Sankt Peters Regenschirm (TV), Regie: Helmut Pfandler
- 1972: Blutiger Freitag, Regie: Rolf Olsen
- 1972: Elisabeth Kaiserin von Österreich (TV), Regie: Jörg A. Eggers, Theodor Grädler
- 1973: Die beiden Nachtwandler oder Das Notwendige und das Überflüssige, Johann Nestroy (TV), Regie: Wolfgang Lesowsky, Leopold Lindtberg
- 1974: Arsène Lupin: La dame au chapeau à plumes (TV), Regie: Wolf Dietrich
- 1974: Wetterleuchten über dem Zillertal, Regie: Theo Maria Werner
- 1975: Floris Rosemund, Fernsehserie
- 1976: Ein Badeunfall (TV), Regie: Fritz Umgelter
- 1976: Waffen für Amerika (TV), Regie: Heinz Schirk
- 1976: Zerschossene Träume, Regie: Peter Patzak
- 1977: Tod oder Freiheit, Regie: Wolf Gremm
- 1977: Sonderdezernat K1: Der Blumenmörder, Regie: Michael Braun
- 1977: Spuk in Felixburg (Fernsehfilm)
- 1979: Lady Oscar, Regie: Jacques Demy
- 1979: Tatort: Mord im Grand-Hotel (TV), Regie: Georg Lhotzky